# 嫩哇乡
嫩哇乡，是中华人民共和国四川省阿坝藏族羌族自治州若尔盖县下辖的一个乡镇级行政单位。

## 行政区划
嫩哇乡下辖以下地区：
塔哇村、上村、中村和下村。